# William Edwards Deming
William Edwards Deming (1900 – 1993) là một kỹ sư, nhà thống kê, giáo sư, nhà phát minh, giảng viên và chuyên gia tư vấn quản lý của Hoa Kỳ. Deming là người đi tiên phong trong quản lý chất lượng. Ông đưa ra hệ thống lý thuyết về kiểm soát chất lượng bằng phương pháp thống kê, từ đó hình thành một triết lý mới về quản lý công việc. Ông đã phát triển các kỹ thuật lấy mẫu thống kê mà ngày nay Cục Điều tra dân số Hoa Kỳ và Cục Thống kê Lao động Hoa Kỳ vẫn đang sử dụng. Ông ứng dụng phương pháp Kiểm soát quá trình thống kê của Walter A. Shewhart vào tính toán và quản lý tiến trình công việc. Ông phát triển cái mà ông gọi là Chu trình Shewhart thành chu trình PDSA (Plan-Do-Study-Act tức là Lập kế hoạch-Làm-Nghiên cứu-Cải tiến) hay Chu trình PDCA (Plan-Do-Check-Act tức là Lập kế hoạch-Thực hiện-Kiểm tra-Điều chỉnh). Nhằm khôi phục kinh tế Nhật Bản sau thế chiến II, Hiệp hội Kỹ sư và Khoa học gia Nhật Bản mời Deming sang Tokyo giảng Kiểm soát Chất lượng bằng Thống kê (Quản trị chất lượng sản phẩm bằng thống kê). Việc các nhà lãnh đạo và quản lý Nhật Bản áp dụng lý thuyết của Deming vào khôi phục kinh tế sau chiến tranh được cho là nguồn gốc của phép lạ thần kỳ kinh tế hậu chiến của Nhật Bản, chỉ trong hơn một thập kỷ, từ đống tro tàn của chiến tranh phát triển trở thành nền kinh tế mạnh thứ hai trên thế giới vào những năm 1960.